# Namosuro
Namosuro is een bestuurslaag in het regentschap Karo van de provincie Noord-Sumatra, Indonesië. Namosuro telt 87 inwoners (volkstelling 2010).